# AMBIS vysoká škola

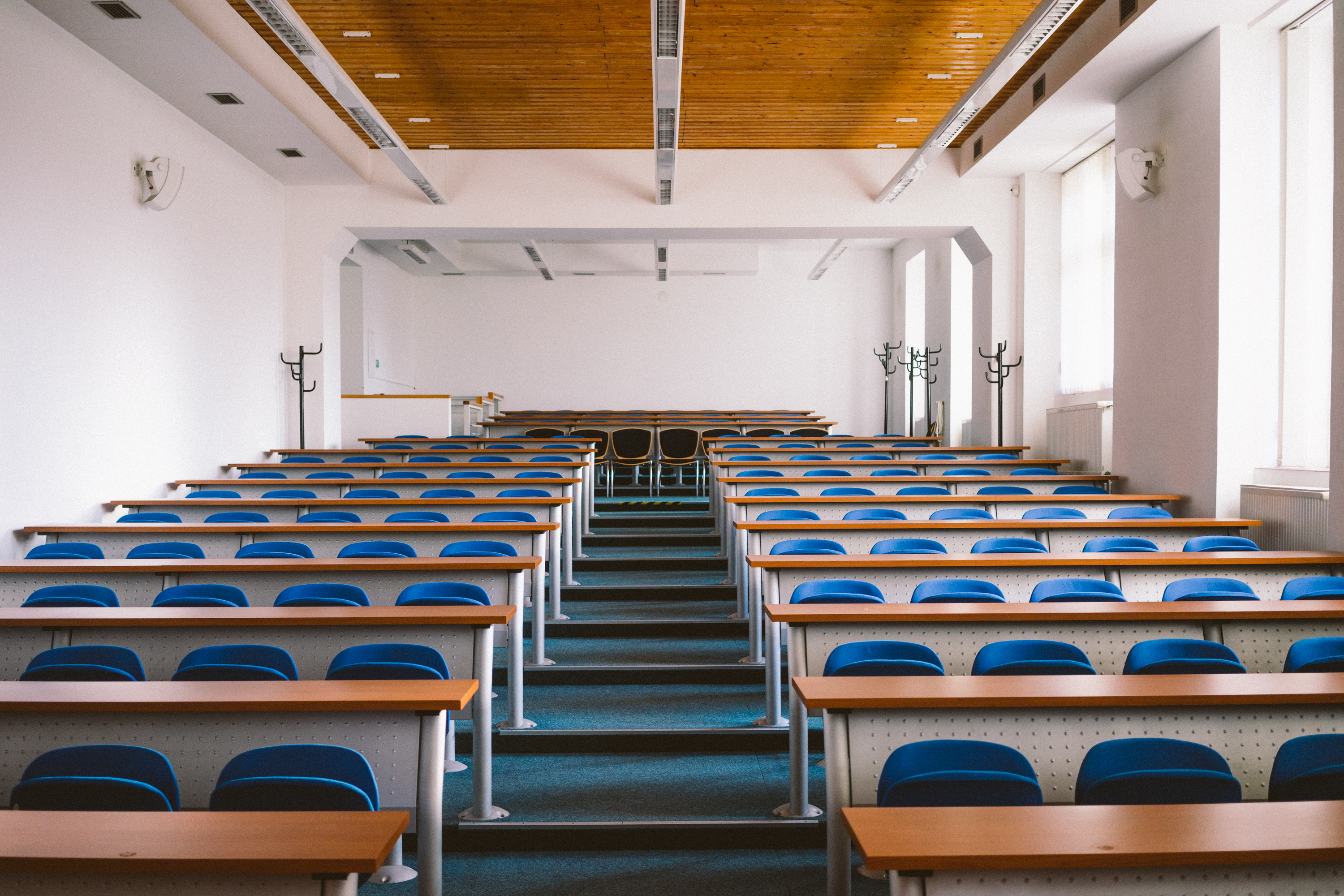
Posluchárna v budově školy v Libni

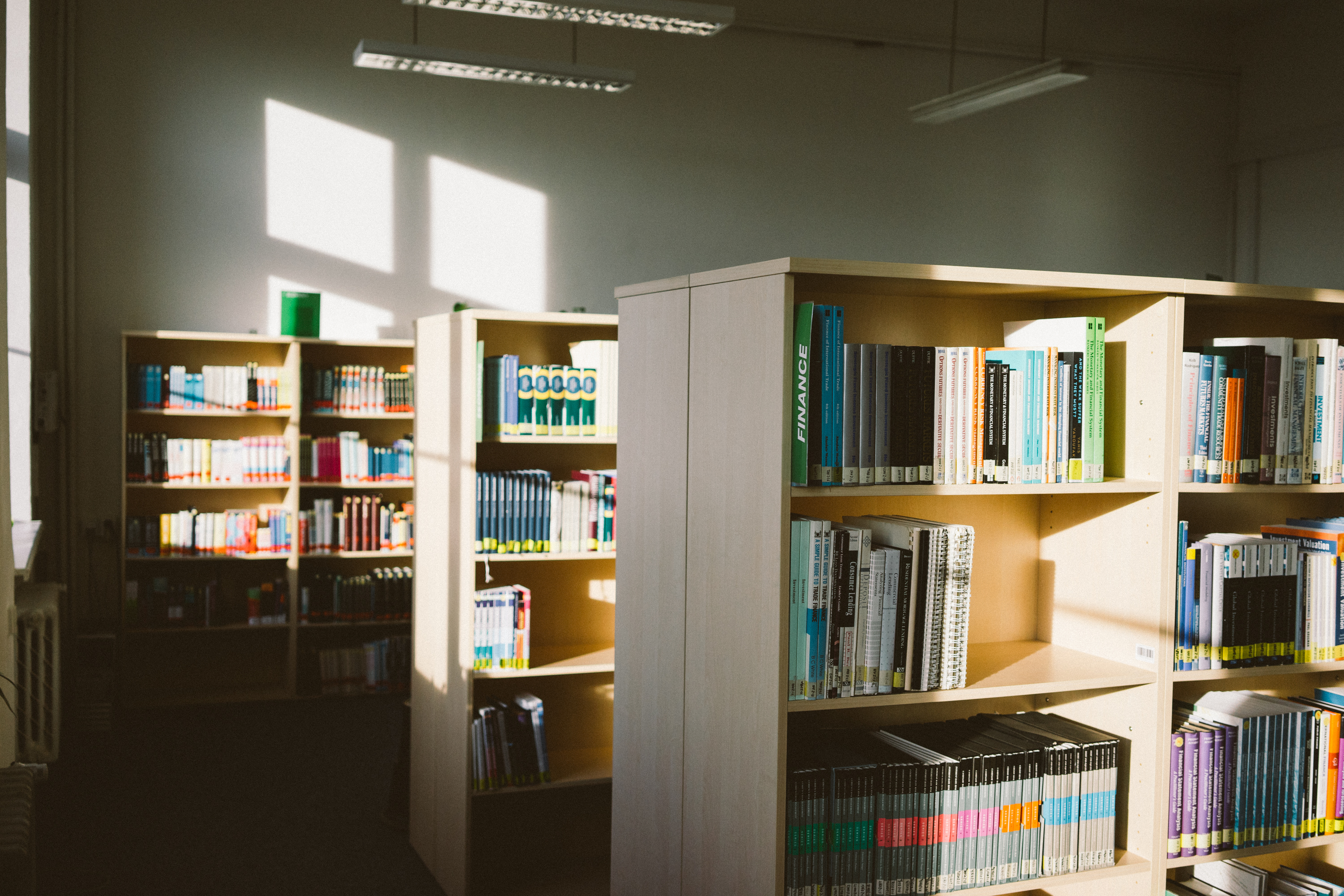
Knihovna v budově školy v Libni

AMBIS vysoká škola, a.s. (AMBIS VŠ) je česká soukromá vysoká škola neuniverzitního typu se sídlem v Praze-Libni specializující se na oblast ekonomie, managementu, marketingu, cestovního ruchu, mezinárodních vztahů a dalších. Škola vznikla v roce 2000 pod názvem Bankovní institut vysoká škola, a.s. z původní společnosti Bankovní institut, a. s., která byla založena v roce 1994 skupinou subjektů v čele s ČNB. Současný název nese škola od roku 2020. Od roku 2017 je rektorkou školy Dr. rer. nat. Martina Mannová.
AMBIS vysoká škola je součástí německého vzdělávacího holdingu COGNOS AG. Jedním z jeho členů je i vysoká škola Hochschule Fresenius.

## Historie
Počátek AMBIS vysoké školy se datuje do srpna 1991, kdy zahájil činnost Institut bankovního vzdělávání (IBV) jako účelová organizační jednotka tehdejší Státní banky československé. Jejím posláním bylo zabezpečovat vzdělávací potřeby vznikajících resp. nově budovaných bank. Dne 2. září 1994 zahájil samostatnou činnost Bankovní institut, a. s. (BI) a v roce 1999 se společnost přetransformovala do podoby vysoké soukromé školy na základě zákona o vysokých školách, kdy škola obdržela akreditaci Ministerstva školství, mládeže a tělovýchovy ČR a státní souhlas působit jako soukromá vysoká škola (14. června 1999).[zdroj?] Jako vysoká škola začala působit od 4. prosince 2000.
Vysoká škola zahájila svoji činnost zavedením bakalářského studijního programu „Bankovnictví“ se studijním oborem „Bankovní management“ v akademickém roce 1999/2000.[zdroj⁠?!] Bankovní institut vysoká škola (BIVŠ) se stala právní nástupkyní BI rovněž ve formě akciové společnosti. V roce 2001 do společnosti vstoupil strategický zahraniční partner, akciová společnost COGNOS AG.
V letech 2008–2018 škola sídlila v kampusu v Praze-Stodůlkách.
V roce 2010 musel Bankovní institut vysoká škola ukončit činnost svých deseti českých a slovenských poboček kvůli nízké kvalitě výuky. Akreditační komise v nich již na jaře 2009 provedla kontrolu a navrhla uzavřít 12 poboček (5 v Česku a 7 na Slovensku) z důvodu závažných nedostatků. Vytýkala nedostatečné personální zabezpečení, chybějící tvůrčí a vědeckou činnost, neodpovídající technické zajištění nebo absentující přístup ke knihovně.
V roce 2011 podala Akreditační komise na BIVŠ trestní oznámení, neboť jej podezírala, že ve své pobočce v ukrajinském Kyjevě, kde tehdy studovalo asi 70 studujících, vyučoval i v neakreditovaných programech a navíc v ruštině místo angličtiny. Akreditační komise také kvůli závažným nedostatkům u zahraničních poboček školy navrhla odnětí akreditace u pěti bakalářských a dvou magisterských programů. Jednání ministerstva školství ovšem k odnětí daných akreditací nevedlo.
Škola se během svého působení spojila s Vysokou školou regionálního rozvoje a Soukromou vysokou školou ekonomických studií, později došlo také k převzetí studujících z Vysoké školy Karla Engliše a k fúzím s Vysokou školou obchodní a hotelovou, Univerzitou Jana Amose Komenského Praha a University College Prague.
Po fúzi s Vysokou školou regionálního rozvoje v roce 2017 škola změnila svůj název na Vysoká škola regionálního rozvoje a Bankovní institut – AMBIS, a.s. a v roce 2020 na AMBIS vysoká škola, a.s..
Od roku 2018 sídlí AMBIS VŠ v  kampusu v pražské Libni, ve kterém předtím sídlila Soukromá vysoká škola ekonomických studií. Škola má také pobočky v Brně a v Bratislavě.

## Studijní obory

### Bakalářské obory
- Bezpečnostní management
- Cestovní ruch
- Psychologie
- Ekonomika a management
- Management a hospodaření ve veřejné správě
- Marketingová komunikace
- Veřejná politika
- Mezinárodní bezpečnostní studia
- Mezinárodní vztahy
- Bezpečnostní management v regionech
- Management rozvoje měst a regionů
- Resocializační a penitenciární pedagogika
- Speciální pedagogika
- Andragogika
- Právo v podnikání

### Magisterské obory
- Bezpečnostní management
- Ekonomika a management podniku
- Management a hospodaření ve veřejné správě

## Certifikace a celoživotní vzdělávání

### Certifikace osob
AMBIS vysoká škola provádí a rozvíjí činnost v oblasti certifikace osob podle normy ČSN EN ISO/IEC 17024. Od roku 1996 je AMBIS VŠ akreditována Českým institutem pro akreditaci jako certifikační orgán. Jedná se o proces zaměřený na posouzení způsobilosti kandidátů vykonávat danou profesi na požadované úrovni. Bankovní institut vysoká škola provádí certifikace osob v oblastech účetnictví a nemovitostí.

### Celoživotní vzdělávání
AMBIS VŠ nabízí také kurzy celoživotního vzdělávání, které splňují kritéria kvalifikačního a rekvalifikačního studia v mnoha oborech.

## Osobnosti

### Rektoři
- Doc. RNDr. František Jirásek, DrSc., 2000–2010
- Prof. Ing. Bojka Hamerníková, CSc., 2010–2012
- Doc. Ing. Pavel Mertlík, CSc., 2012–2015, dřívější ministr financí ve vládě Miloše Zemana.[22][23]
- Doc. Ing. František Pavelka, CSc., 2015–2017
- Dr. rer. nat. Martina Mannová, od 2017

Jako ředitel Institutu pro evropskou integraci Bankovního institutu vysoké školy působil od září 2005 Antonín Peltrám, dřívější ministr dopravy a spojů ve vládě Miloše Zemana. Prorektorem pro Slovensko v letech 2005–2009 a 2010–2013 byl Jozef Medveď, v mezidobí 2009–2010 slovenský ministr životního prostředí v první vládě Roberta Fica.

### Pedagogové
Na AMBIS vysoké škole působí řada odborníků a odbornic z praxe i akademické sféry:
- Doc. Ing. Milan Jan Půček, MBA, Ph.D., ředitel Správy jeskyní České republiky
- Prof. Ing. Václav Krajník, CSc., bývalý rektor Akademie policejního sboru v Bratislavě)
- Doc. JUDr. PhDr. Marek Čejka, Ph.D., politolog
- Ing. Marek Jetmar, Ph.D., bývalý vysoký státní úředník a poradce bývalého místopředsedy vlády ČR pro vědu, výzkum a inovace Pavla Bělobrádka
- Brig. gen. prof. Ing. Rudolf Urban, CSc., dr.h.c., v letech 2005–2012 rektor Univerzity obrany
- Prof. RNDr. Jiří Witzany, Ph.D., finanční matematik[30]
- Ing. Leopold Lér, CSc., dřívější český a československý ministr financí[31][32]

### Absolventi
Mezi absolventy školy patří např. František Bublan (stud. 1995–1997), ministr vnitra ve vládách Stanislava Grosse a Jiřího Paroubka

## Vědecké časopisy a výzkumné centrum
Od roku 2011 AMBIS VŠ vydává recenzovaný vědecký časopis Socioekonomické a humanitní studie (Studies of Socio-Economics and Humanities), a zároveň bylo založeno Centrum pro socioekonomická studia. Dne 28. listopadu 2014 Rada vlády pro výzkum, vývoj a inovace (RVVI) zařadila na svém zasedání Socioekonomické a humanitní studie (SEHS) do Seznamu recenzovaných neimpaktovaných periodik. 29. dubna 2016 byl časopis SEHS zařazen do databáze ERIH+.[zdroj?] Od roku 2019 vydává škola také časopis Právo a bezpečnost.